# Bedsted (Sydslesvig)
 For alternative betydninger, se Bedsted. (Se også artikler, som begynder med Bedsted)
Bedsted (på tysk: Bedstedt) er en bebyggelse i Sydslesvig syd for Ravnkær (Rabenkirchen) i Angel (Angeln) nord for Slien (Schlei) mellem Slesvig by (Schleswig) og Kappel (Kappeln). Administrativ hører stedet under Sønder Brarup kommune (Süderbrarup) i Slesvig-Flensborg kreds i den nordtyske delstat Slesvig-Holsten. I kirkelig henseende hører Bedsted under Ravnkær Sogn. Sognet lå i den danske periode indtil 1864 i Slis Herred (Gottorp Amt, Slesvig). 
Etymologisk er Bedsted et bedested, dvs. et hvilested hvor hestene spændes fra, og det var et kronavn, inden den øvrige bebyggelse kom til. På generalstabskortet fra 1858 er stedet optaget som: Bedsted Kro. Sprogskiftet fra dansk (sønderjysk) til tysk (plattysk) skete i løbet af 1800-tallet, men de gamle stednavne er som her danske.
Mellem Løgumkloster og Hellevad ligger et andet og større Bedsted (Sønderjylland).